# Brachylomia unicolor
Brachylomia unicolor är en fjärilsart som beskrevs av Tutt 1892. Brachylomia unicolor ingår i släktet Brachylomia och familjen nattflyn. Inga underarter finns listade i Catalogue of Life.